# Cosmosoma albipuncta
Cosmosoma albipuncta är en fjärilsart som beskrevs av M.Gaede 1926. Cosmosoma albipuncta ingår i släktet Cosmosoma och familjen björnspinnare. Inga underarter finns listade i Catalogue of Life.